# Mika Špiljak
Mika Špiljak, né le 28 novembre 1916 à Odra Sisačka et mort le 18 mai 2007 à Zagreb, est un partisan et homme politique croate de Yougoslavie.

## Biographie
Il est né en 1916 à Odra, près de Sisak. Son père Dragutin était un employé des chemins de fer. Il commença à travailler à 16 ans. Il rejoint le Parti communiste en 1938 et combat dans la résistance avec les partisans pendant la Seconde Guerre mondiale.
En 1963, il devient membre du conseil exécutif de Croatie avant de devenir en 1967 président du conseil exécutif fédéral, le premier ministre de Yougoslavie. Il quitte ce poste en 1969.
Špiljak est alors membre de la présidence collégiale de la république fédérative socialiste de Yougoslavie de 1983 à 1984. Il est ensuite secrétaire du comité central de la Ligue des communistes de Croatie de 1984 à 1986.
Il meurt le 18 mai 2007 à Zagreb à l'âge de 90 ans.